# Karel Kinský (1766–1831)
Karel hrabě Kinský z Vchynic a Tetova (německy Karl Graf Kinsky von Wchinitz und Tettau; 28. července 1766 Chlumec nad Cidlinou – 4. září 1831 Sloup v Čechách) byl český šlechtic a rakouský generál. Spolu se svými čtyřmi bratry sloužil od mládí v armádě, zúčastnil se bojů proti revoluční Francii, na konci napoleonských válek dosáhl hodnosti c. k. polního podmaršála. Po odchodu do výslužby se usadil na zděděném panství Sloup v severních Čechách a založil tzv. sloupskou větev Kinských.

## Životopis

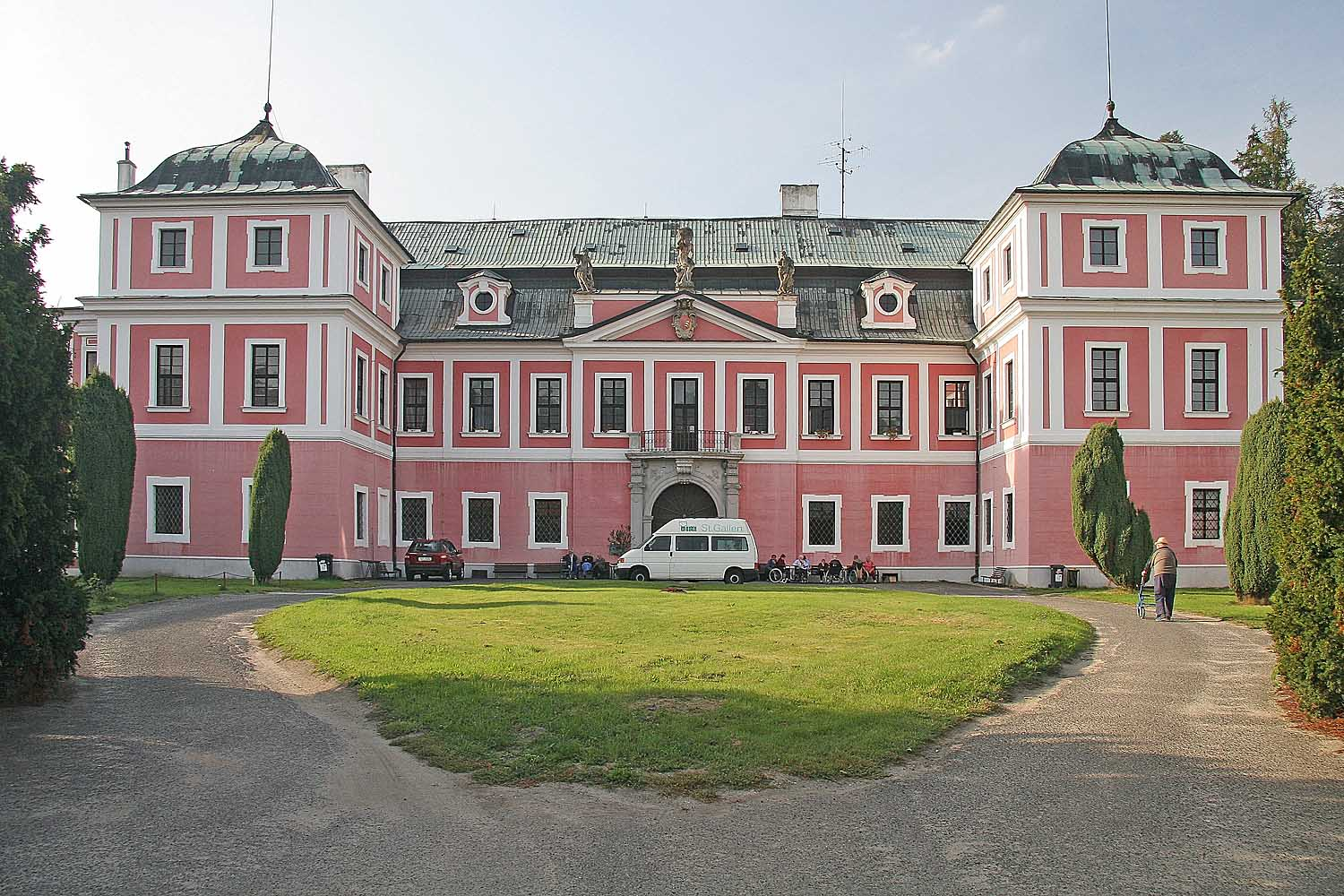
Zámek Sloup, sídlo Karla Kinského 1827–1831

Pocházel ze starého českého rodu Kinských, patřil k chlumecké větvi a narodil se na zámku Karlova Koruna v Chlumci nad Cidlinou jako druhorozený syn Františka Ferdinanda Kinského  (1738–1806), matka Marie Kristina (1741–1819) patřila ke knížecí rodině Lichtenštejnů. Od mládí sloužil v armádě a zúčastnil se bojů proti revoluční Francii, byl též c. k. komořím. Za aktivity na bojišti v Itálii byl v roce 1796 dekorován Řádem Marie Terezie, o rok později byl již podplukovníkem (1797). V roce 1801 dosáhl hodnosti plukovníka a pro tažení v roce 1805 získal hodnost generálmajora. V závěru napoleonských válek byl povýšen na c. k. polního podmaršála (1815), téhož roku obdržel ruský Řád sv. Anny.

## Majetek

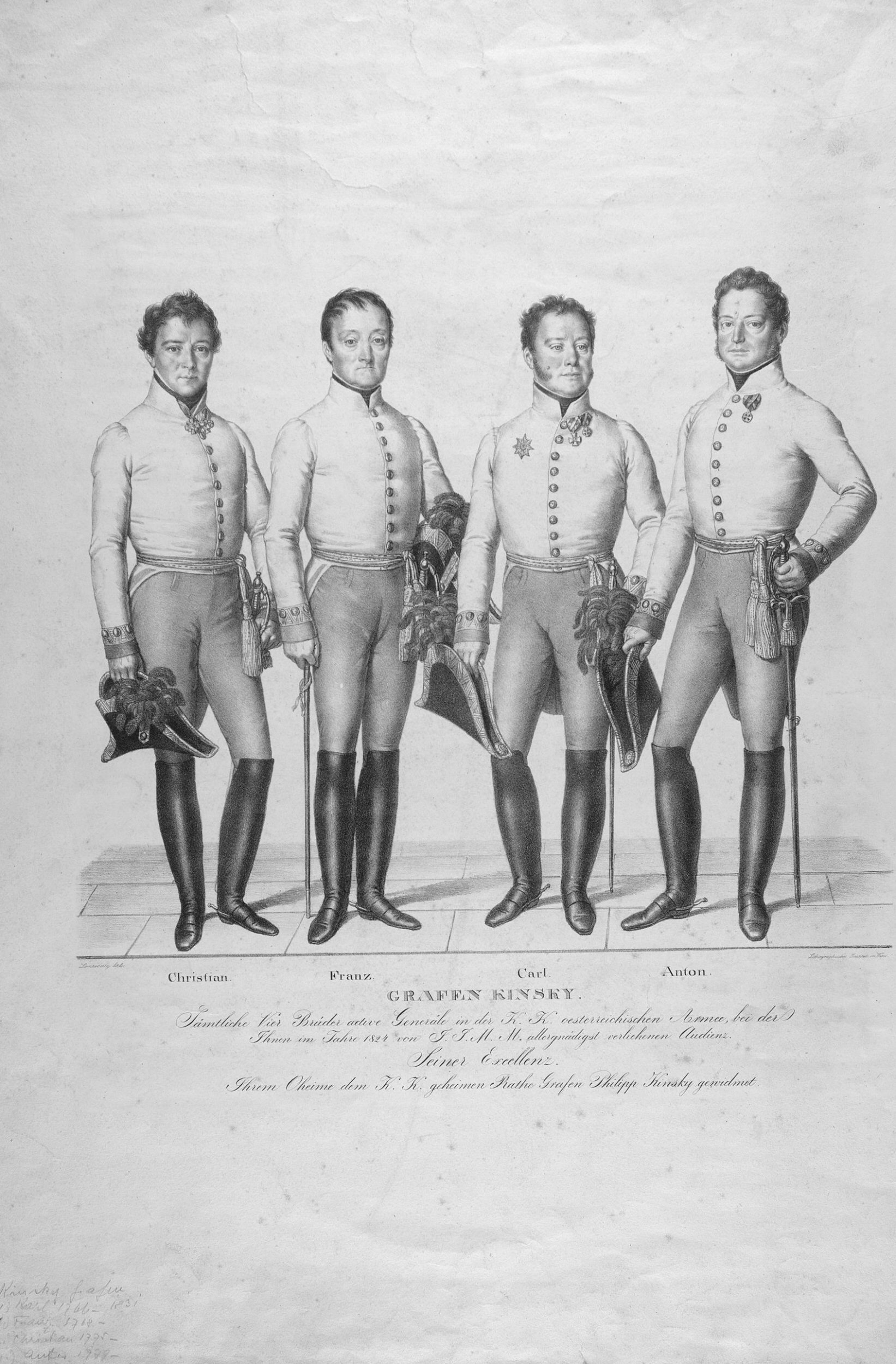
Bratři Kinští jako c. k. generálové, litografie, kolem roku 1820. Karel je třetí zleva.

V roce 1827 po strýci Filipovi zdědil panství Sloup v severních Čechách. O rok později požádal o uvolnění z aktivní vojenské služby a usadil se na zámku Sloup. V roce 1829 podnikl stavební úpravy na zámku a pro veřejnost také zpřístupnil zříceninu sloupského skalního hradu.

## Rodina
Jeho manželkou byla od roku 1810 hraběnka Alžběta Thun-Hohensteinová (1791–1867), dáma Řádu hvězdového kříže, dcera hraběte Antonína Thun-Hohensteina (1754–1840). Měli spolu čtyři děti:
- 1. Filipina (2. 4. 1811 – 13. 1. 1890), dáma Ústavu šlechtičen v Brně
- 2. Karel (5. 6. 1813 – 22. 3. 1856), c. k. komoří, starosta obce Sloup, majitel velkostatku Sloup, zemřel na zápal plic
- 3. Antonie (15. 7. 1815 – 31. 12. 1835), zemřela na zápal plic, manž. 1835 Josef František z Lobkovic (1803–1875)
- 4. August Leopold (25. 6. 1817 Chlumec nad Cidlinou – 19. 4. 1891 Lešná), pokračovatel sloupské větve Kinských, který získal také statky na Moravě, manž. 1848 Bedřiška Dubská z Třebomyslic (25. 7. 1829 Vídeň – 29. 12. 1895 Praha)

V armádě sloužili také Karlovi bratři František Josef (1768–1843), Kristián (1776–1835) a Antonín (1779–1864), všichni dosáhli generálských hodností. Kristián převzal z rodového dědictví panství Matzen v Dolních Rakousích a založil tzv. matzenskou linii Kinských.